# Kindelsberg

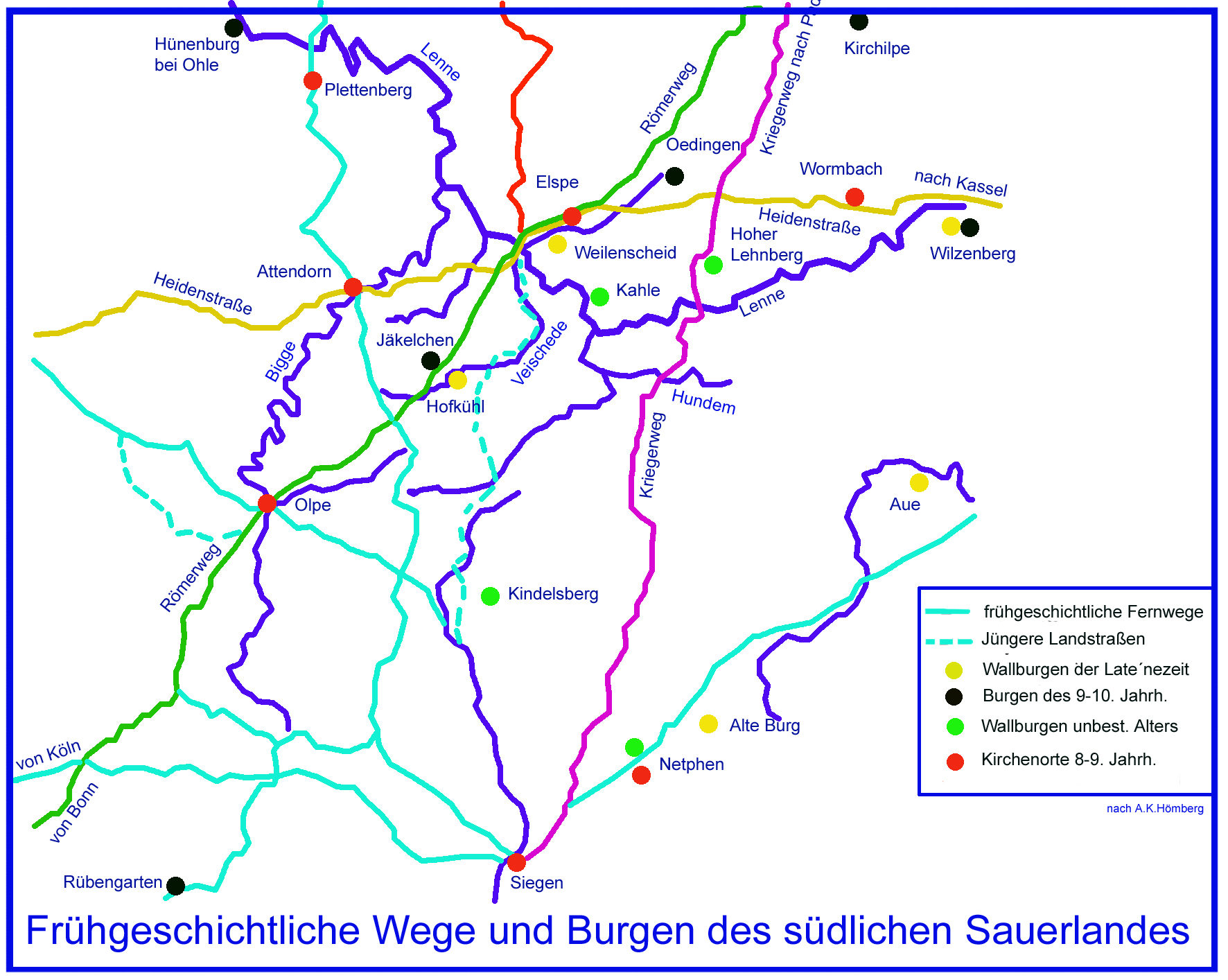
Lage des Kindelsbergs in der Region

Kindelsbergturm, 2005

Kindelsbergturm, 1906

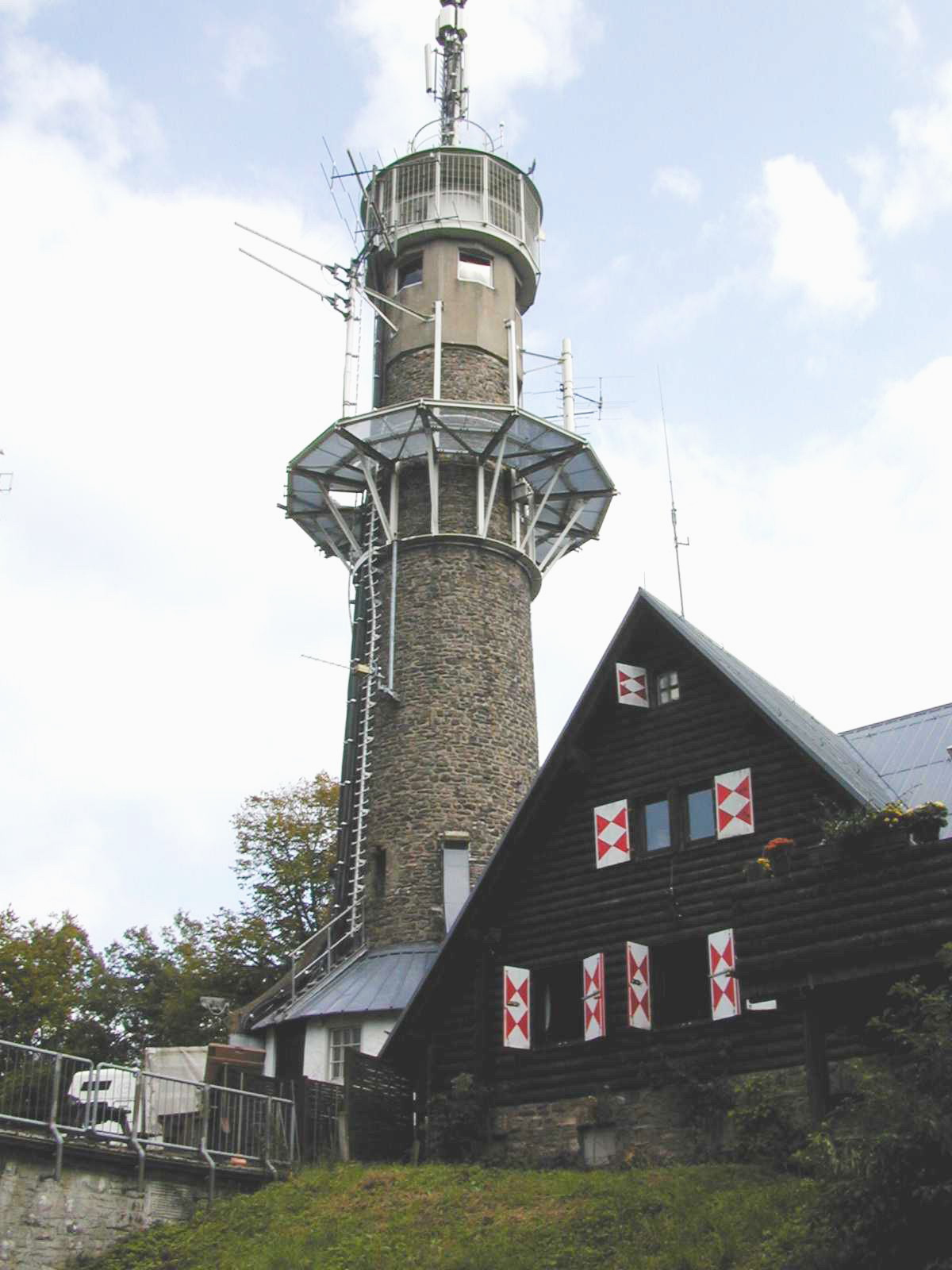
Kindelsbergturm, 2007

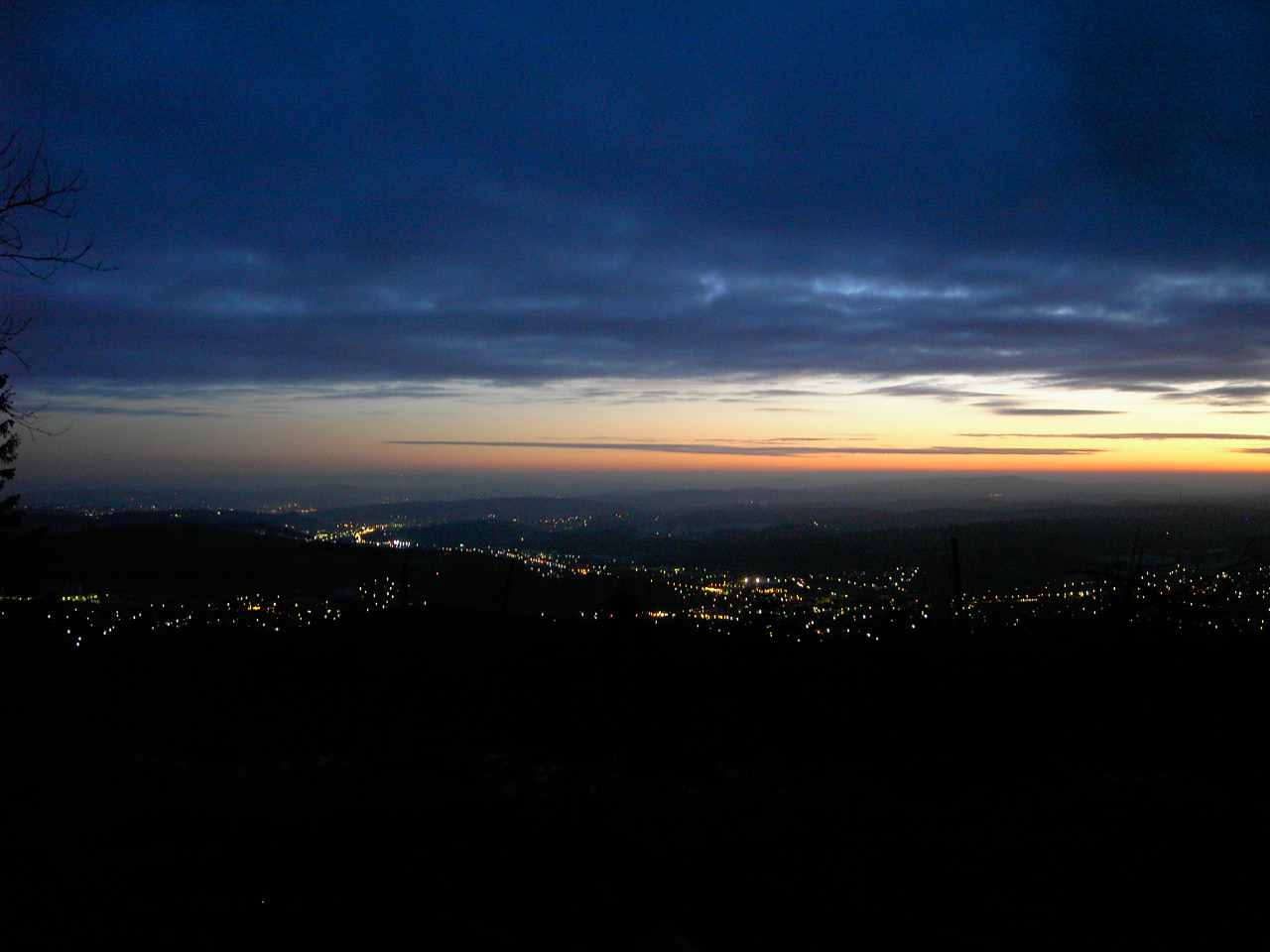
Blick vom Kindelsbergturm nach dem Sturm Kyrill in Richtung Kreuztal, 2009

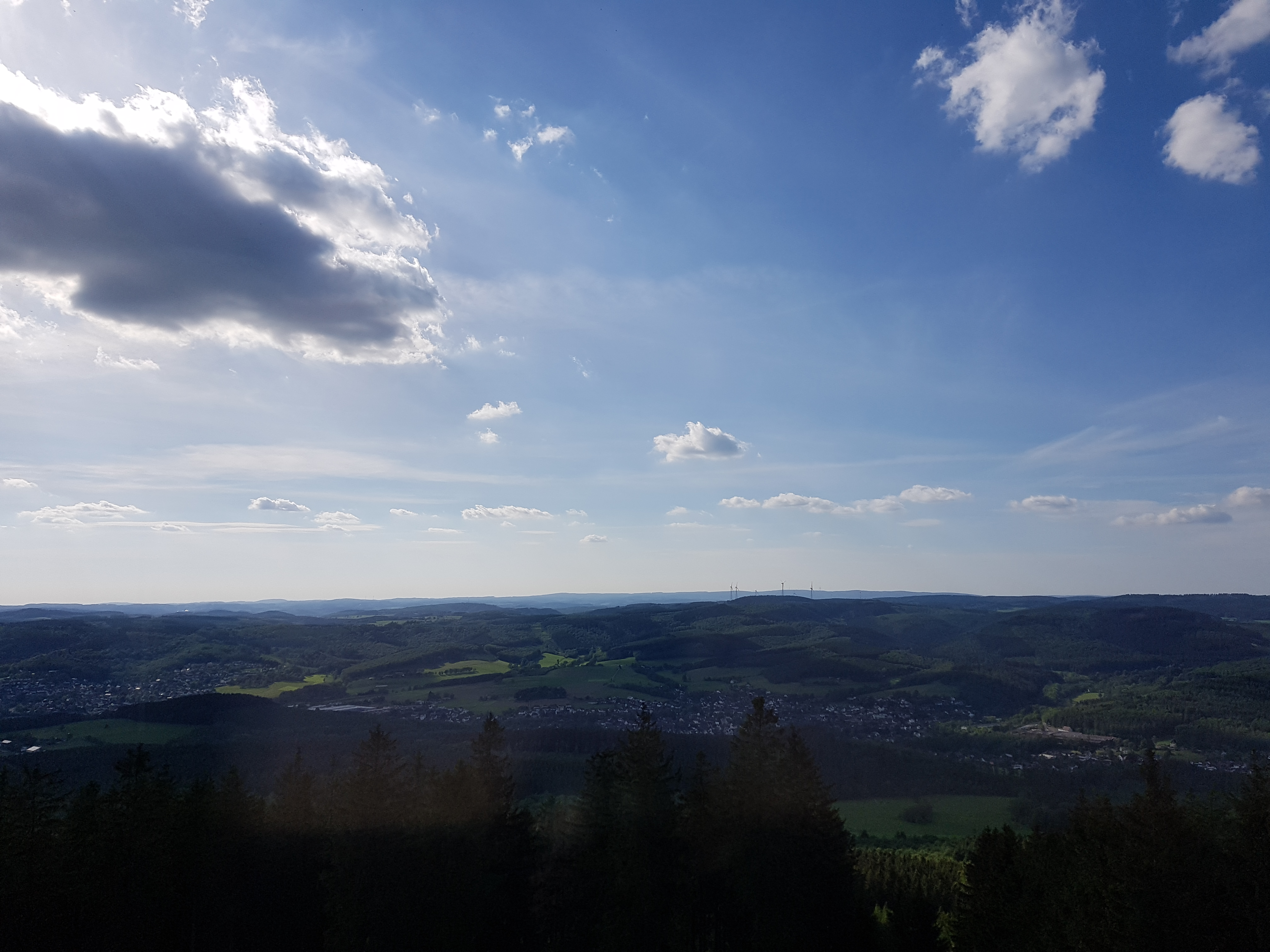
Die Aussicht vom Kindelsbergturm im Grubengelände und den Wäldern bei Burgholdinghausen/Kreuztal.

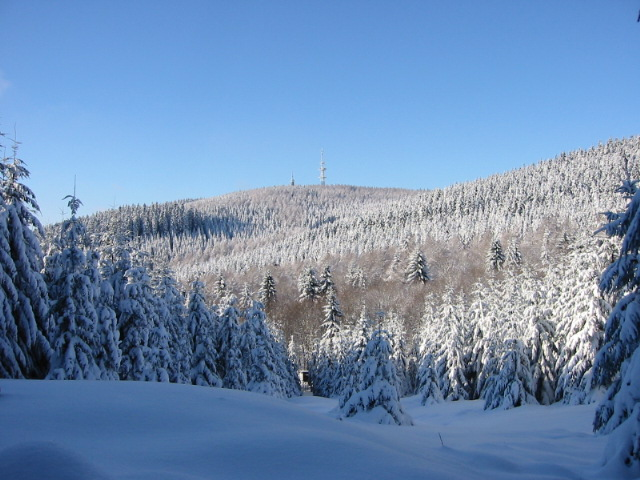
Kindelsberg im Winter, von der Martinshardt aus gesehen, 2000

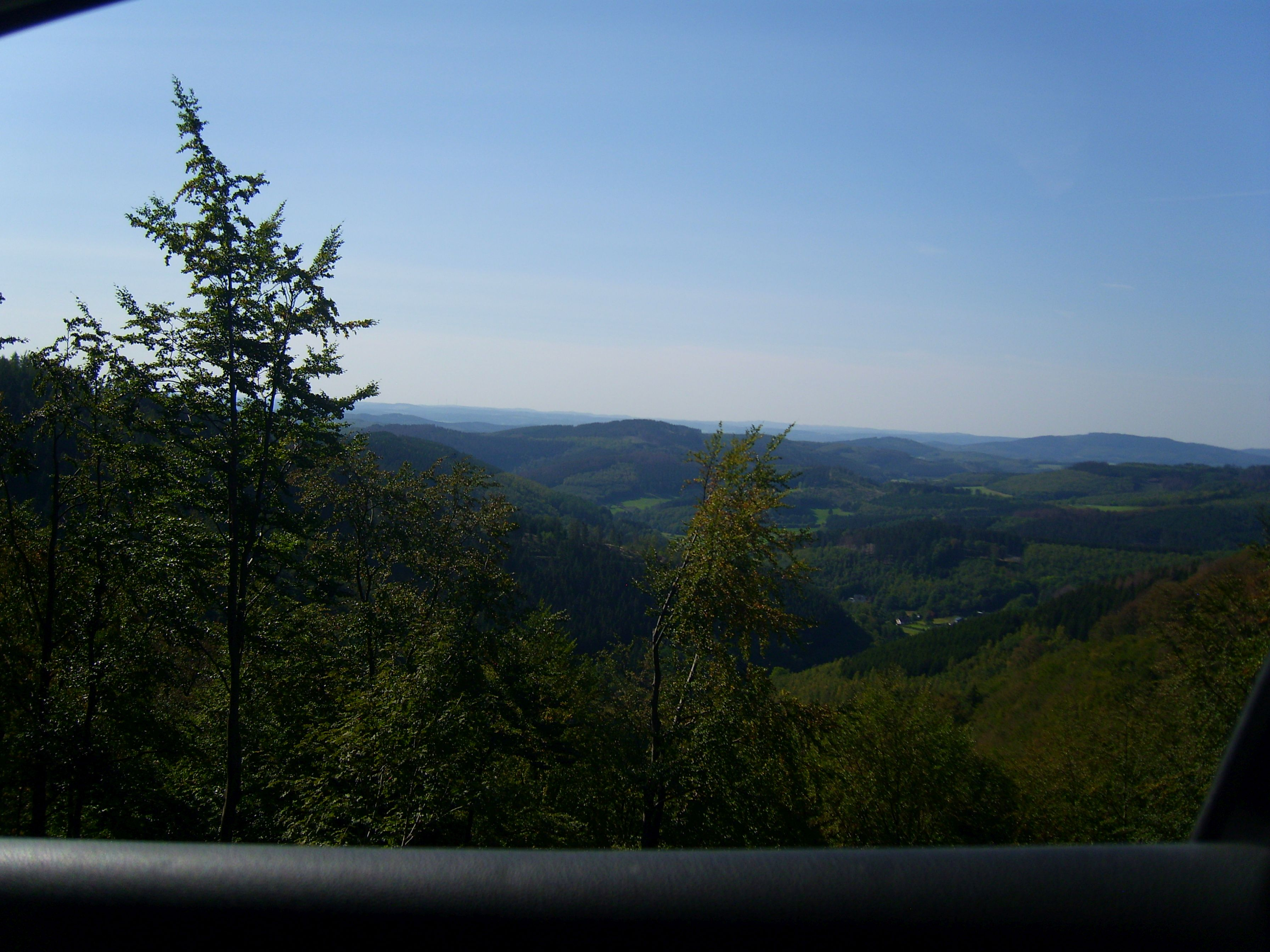
Kindelsberg nebst Martinshardt (rechts) von der gut 13 km entfernten Eisenstraße aus

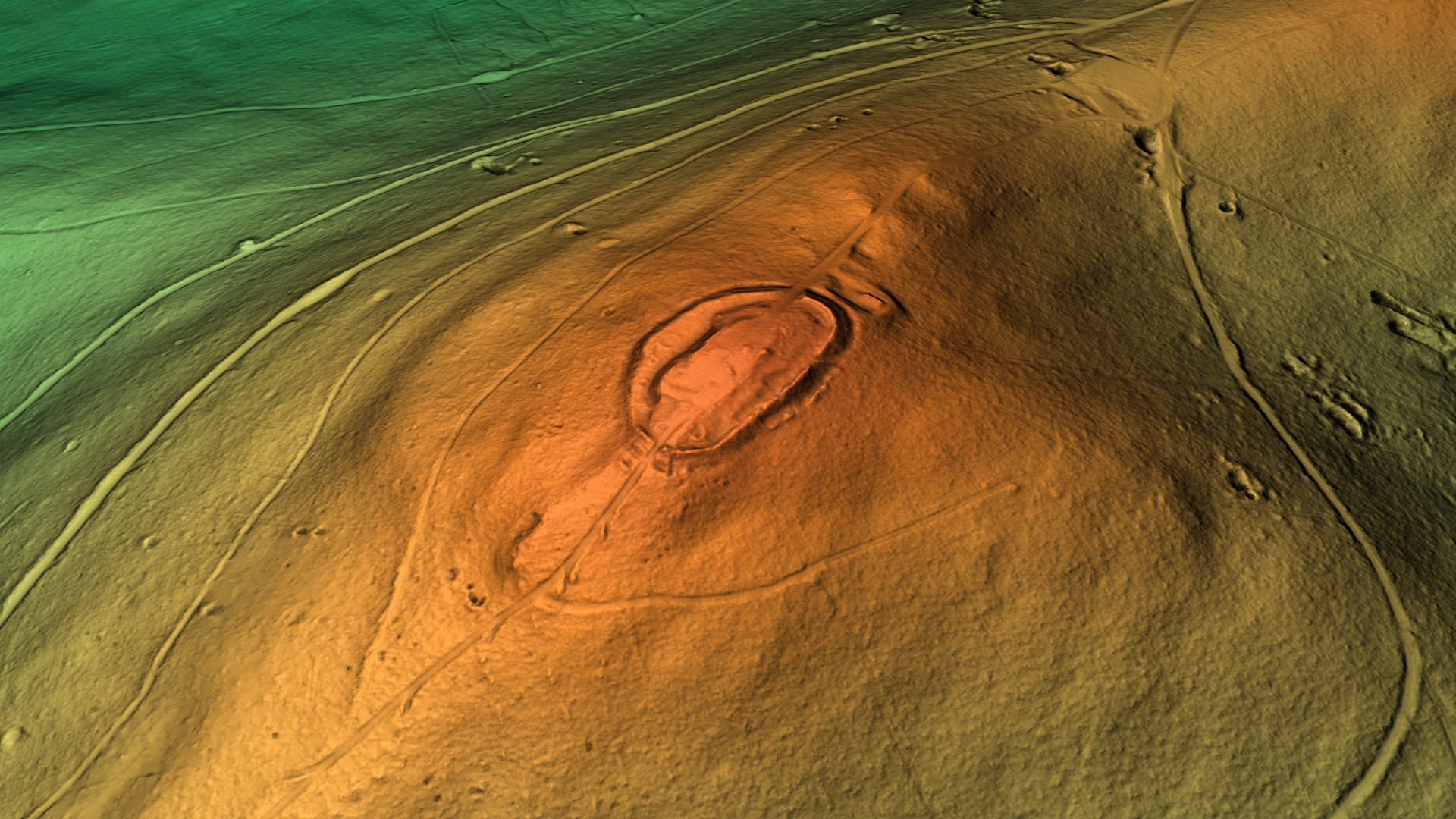
3D-Ansicht des digitalen Geländemodells

Der Kindelsberg bei Kreuztal im nordrhein-westfälischen Kreis Siegen-Wittgenstein ist ein 618,5 m ü. NHN hoher Berg des Rothaargebirges.
Der weithin sichtbare Berg gilt als Wahrzeichen von Kreuztal und ist nach dem Hohen Wald (656,4 m) der zweithöchste des Stadtgebiets. Auf seiner Gipfelregion mit der Ringwallanlage Kindelsberg stehen der Aussichtsturm Kindelsbergturm und der Sendeturm Kindelsberg. Der Berg ist seit dem 19. Jahrhundert beliebtes Wander- und Ausflugsziel.

## Geographie

### Lage
Der Kindelsberg ist ein südwestlicher Ausläufer des Rothaargebirges, das zum Rheinischen Schiefergebirge gehört. Er erhebt sich im Nordteil des Siegerlandes als Teil des Naturparks Sauerland-Rothaargebirge im Stadtgebiet von Kreuztal zwischen dessen Stadtteilen Littfeld (Nordwesten), Krombach (Westen) und Eichen (Westsüdwesten), der Kreuztaler Kernstadt (Süden), dem Stadtteil Ferndorf (Südsüdosten) sowie den Hilchenbacher Stadtteilen Dahlbruch (Südosten) und Müsen (Osten); einige Kilometer nordöstlich liegt der Kirchhundemner Gemeindeteil Silberg. Die Stadtgrenze zu Hilchenbach verläuft rund 600 m nordöstlich seines Gipfels, auf dem ein trigonometrischer Punkt (617,9 m) liegt. Südlich des Bergs fließt die Ferndorf, westlich die Littfe.

### Naturräumliche Zuordnung
Der Kindelsberg gehört in der naturräumlichen Haupteinheitengruppe Süderbergland (Nr. 33), in der Haupteinheit Rothaargebirge (mit Hochsauerland) (333) und in der Untereinheit Westrothaarhöhen (333.4) zum Naturraum Brachthäuser Hohe Waldberge (333.40, siehe Abschnitt im Rothaargebirgsartikel). Seine Landschaft fällt nach Osten die Untereinheit Hilchenbacher Winkel (331.1) ab. Außerdem fällt sie nach Süden in den Naturraum Nördliches Siegener Bergland (331.01) ab und nach Westen in den Naturraum Littfelder Grund (331.00), die in der Haupteinheit Siegerland (331) zur Untereinheit Nordsiegerländer Bergland (331.0) zählen.

## Schutzgebiete
Nördlich des bewaldeten Kindelsbergs liegt das Naturschutzgebiet Grubengelände und Wälder bei Burgholdinghausen (CDDA-Nr. 163392; 1991 ausgewiesen; 1,38 km² groß) mit dortigem Fauna-Flora-Habitat-Gebiet Grubengelände Littfeld (FFH-Nr. 4914-303; 42 ha) und südöstlich das NSG Loher Tal (CDDA-Nr. 318746; 1986; 82 ha). Bis auf seine nordöstlichen Hochlagen reicht das Landschaftsschutzgebiet Rothaargebirge (SI) (CDDA-Nr. 555550027; 299,42 km²).

## Ringwallanlage Kindelsberg
Der Kindelsberg ist guter Nährboden für allerlei Sagenbildungen, was besonders auf die Ringwallanlage aus grauer Vorzeit zurückzuführen ist, deren ursprüngliche Bedeutung man wohl mehr erahnte als kannte. Wohl auch daher fanden auf dem Berg viele Sänger- und Turnfeste statt.
Einer Sage nach soll sich auf dem Kindelsberg einstmals eine Ritterburg, die Kindelsburg, befunden haben. Es sind noch Reste einer Wallanlage vorhanden. Aus alten Bruchsteinmauern und Erdwällen wurde eine Ritterburg, manche glaubten sogar römische Wallanlagen zu erkennen. Im Jahr 2017 stellte der Landschaftsverband Westfalen-Lippe (LWL) anhand von Bohrproben fest, dass die Wallanlage sogar aus der vorrömischen Eisenzeit, also von den Kelten, stammt.
Nach Ansicht vereinzelter Einheimischer ist es aber auch möglich, dass sich der Name von Berg des Christuskindleins ableitet und später wegen der langen Schreibweise auf Kindelsberg verkürzt wurde.
1998 erschien eine vom Landschaftsverband Westfalen-Lippe herausgegebene Ausarbeitung von Philipp R. Hömberg auf der Basis von unveröffentlichten Unterlagen des Bodenforschers Heinz Behagels aus dem Jahr 1933. Danach befanden sich etwa zwei Meter vor der heutigen Wallkrone Reste einer bis zu drei Meter breiten Trockenmauer als Bestandteil der ehemaligen Wallfront. Zwischen der Mauer und dem Graben befand sich ein eingeebneter Streifen („Berme“). Im Burginneren fand man Holzkohlenreste und rot gebrannten Lehm, vermutlich die Reste eines verbrannten Holzbaus.

## Bergbau
Auf und um den Kindelsberg wurde früher Bergbau betrieben. Daher ist das vor Ort liegende Müsener Revier, unter anderem mit der östlich benachbarten Martinshardt (616,1 m), das zu den wichtigsten im Siegerland zählte, von zahlreichen Stollen durchzogen. Bekanntester ist der Kronprinz-Friedrich-Wilhelm-Erbstollen, welcher in der unmittelbaren Innenstadt von Kreuztal beginnt und sich bis weit unter den Berg erstreckt. Auf dem nordöstlich benachbarten Ziegenberg (Hölzenberg; 521,1 m) befinden sich die Reste der Bergbauwüstung Altenberg.

## Kindelsbergturm

### Turmvorgeschichte
Ende des 18. Jahrhunderts entstanden in Deutschland die ersten Aussichtstürme, deren Gestalt zunächst an mittelalterliche Warten erinnerten. Später gab es auch einfache Holz- und Eisenkonstruktionen. Eine starke „Seh-Sucht“ und das Verlangen nach ungezähmter Natur löste zu der Zeit einen „Aussichtsturm-Boom“ aus. Es entstanden imposante Denkmäler, die an große Tage deutscher Geschichte erinnern sollten, wie die „Kaiser-Wilhelm“- und „Bismarck“-türme. Auch im Siegerland wurden damals erste Aussichtstürme und -kanzeln errichtet. So wurde 1888 der Gilbergturm bei Siegen-Eiserfeld errichtet, 1892 folgte der Gillerturm bei Hilchenbach-Lützel und 1896 der Rabenhainturm bei Siegen-Volnsberg.

### Turmentstehung und -beschreibung
Über den Bau eines Aussichtsturms auf dem Kindelsberg wurde erstmals in einer Versammlung von Mitgliedern der Abteilung Krombach des Sauerländischen Gebirgsvereins (SGV) am 30. März 1896 gesprochen. 1904 konstituierte sich ein Bauausschuss aus Vereinsmitgliedern. Dieser ließ 1905 einen älteren Plan für einen Holz- oder Eisengerüstturm fallen und entschied sich für einen Bruchsteinbau. Der Grundstein für den Kindelsbergturm wurde am Himmelfahrtstag 1906 gelegt. Planung und Bauleitung oblagen dem Siegener Stadtbaurat Scheppig, die Bauausführung erfolgte durch den Krombacher Bauunternehmer Eduard Burbach.
Alle Baumaterialien mussten mit Ochsen- und Pferdefuhrwerken auf den Berg gekarrt, die Bruchsteine in der Nähe aus einem felsigen Bergrücken herausgebrochen werden. Die Kosten wurden hauptsächlich durch Spenden aufgebracht. Am 26. Mai 1907 fand die Einweihung des damals 22 m hohen Turms unter großer Teilnahme der Bevölkerung statt.
Der Kindelsbergturm war von einer eisernen „Laterne“ gekrönt und am Fuße von einem überdachten Rundgang mit kleinem Aufenthaltsraum umgeben. Zur besseren Betreuung der Wanderer wurde 1953 an Stelle einer kleinen Schutzhütte ein Blockhaus aus Fichtenstämmen mit Bruchsteinsockel errichtet. Da auch dieses den Ansprüchen der vielen Besucher bald nicht mehr genügte, wurde es 1968 zu einem großen, „in seiner Architektur am Blockhausstil der Alpenländer orientierten“ Berggasthaus erheblich erweitert. Mit dem zweiten Bauabschnitt wurde 1971 der Neubau vollendet. 1990 wurde ein Küchenanbau errichtet und 1996 ein Terrassenanbau. Das Gebäude ist nun nicht mehr nur ein Wanderheim, sondern respektables Gästehaus für Wanderer und Touristen – die Kindelsberg Raststätte.
Allerdings ist der Turm nicht mehr in seiner ursprünglichen Form zu sehen. In den 1980ern wurde beispielsweise die auf 20 m Höhe liegende offene Aussichtsplattform durch einen vergitterten, überdachten Rundgang ersetzt. Außerdem wurden am Turm und auf dem Dach Antennen angebracht, mit denen er heute eine Höhe von 28 m Höhe erreicht. Das damalige Aussehen lässt sich nur noch auf älteren Emblemen der Krombacher Brauerei erahnen, da der Turm Bestandteil des Firmenemblems ist. Anlässlich der Feier des 75-jährigen Bestehens, die am 20. Mai 1982 mit tausenden Wanderfreunden stattfand, wurde von der Brauerei eine Gedenktafel am Turm angebracht.
Am 17. Mai 2007 wurde das 100-jährige Bestehen des mittlerweile unter Denkmalschutz stehenden Turms gefeiert.

### Aussichtsmöglichkeit
Vom Kindelsbergturm schaut man hinab auf die den Berg umgebenden Ortschaften mit der Kreuztaler Kernstadt. Außerdem fällt der Blick ins Siegerland mit dem jenseits davon liegenden Westerwald (Süden) und Rothaargebirge (Nordosten) und hinüber zum Ebbegebirge (Nordwesten). Bei günstigem Wetter blickt man bis zum knapp 65 km südwestlich gelegenen Siebengebirge (Westsüdwesten) bei Bonn.

### Sendeanlagen des Kindelsbergturms
Bis zur Fertigstellung des auch auf dem Kindelsberg stehenden Sendeturms Kindelsberg befanden sich alle Sende- und Empfangsanlagen auf dem Aussichtsturm:
- TV-Sendeanlagen analog: im VHF-Band ARD und im UHF-Band ZDF, WDR Fernsehen und nochmals ARD
- Mobilfunk-Umsetzer von T-Mobile
- Amateurfunk-Relais
- Ballempfang-Antennen zum Sender Nordhelle und Fernmeldeturm Ebbegebirge (Sender Lüdenscheid)

Vom Kindelsbergturm besteht Sichtkontakt zum Sender Nordhelle (DVB-T, DAB, UKW) und zum Sender Ederkopf (UKW, DAB). Daneben sind der Fernmeldeturm Ebbegebirge (bis 2007 analog ZDF und WDR Fernsehen) und im Süden der Fernmeldeturm Siegen-Süd (ehemals DAB) zu sehen. Der Sender Siegen-Giersberg liegt vom Kindelsbergturm aus betrachtet hinter Bergen, hat also keine Sichtverbindung und deshalb eine Glasfaserkabel-Verbindung.
Der Aussichtsturm wurde, bis auf die Versorgung von T-Mobile und das Funk-Relais, weitgehend von Antennen befreit.

## Sendeturm Kindelsberg

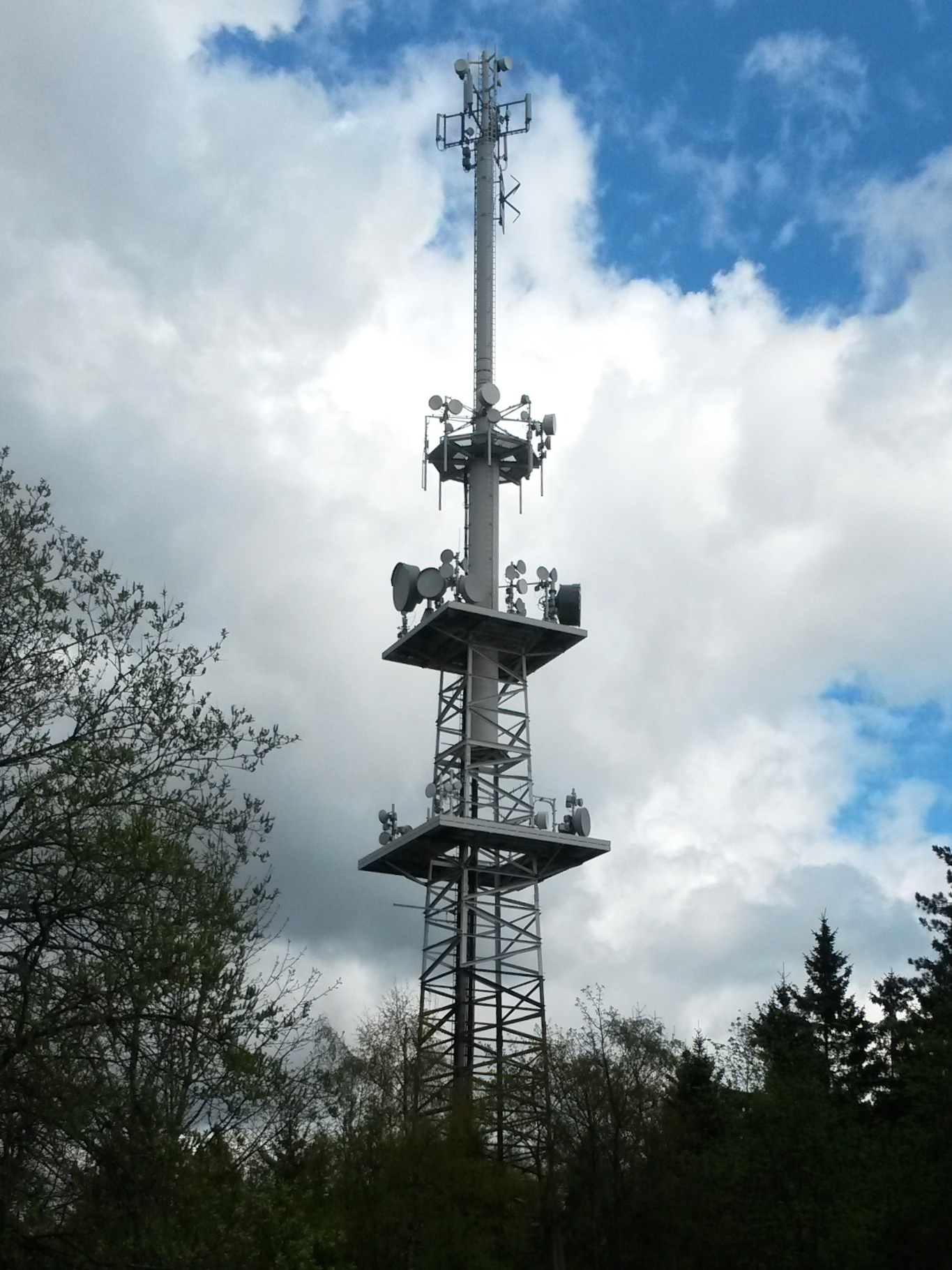
WDR-Sendeturm Kindelsberg

### Überblick
Knapp 60 m nordöstlich des Kindelsberggipfels steht der in den 1990er Jahren errichtete Sendeturm Kindelsberg des Westdeutschen Rundfunks (WDR), der lange Zeit als wichtiger Umsetzer für analoges Fernsehen diente. Von dort wurde das UKW-Hörfunkprogramm WDR 5 nach Süden abgestrahlt, dessen Frequenz (97,6 MHz) früher vom südsüdöstlich befindlichen Sender Siegen-Giersberg auf diesen Turm verlegt wurde; von dort werden unter anderem 1LIVE sowie WDR2, WDR3 und WDR4 gesendet. Am 11. Februar 2021 wurde die Frequenz aus Kostengründen wieder auf den Sender auf dem Giersberg verlegt.
Bis zur Einstellung des Betriebes am 12. November 2007 sendete vom Sendeturm das analoge TV-Programm Das Erste (ARD), das im VHF-III-Band und im UHF-Band abgestrahlt wurde (als Zuführung für weitere TV-Umsetzer)
Es bestehen eine Glasfaserverbindung zum Sender Siegen-Giersberg (UKW, DVB-T, DAB) eine Richtfunkstrecke zum Sender Nordhelle und diverse Funkstrecken zu weiteren Mobilfunk-Sendeanlagen (O₂, E-Plus, Vodafone).

### Analoges Radio
Vom Sendeturm Kindelsberg wurde seit der Einstellung des analogen Fernsehens nur analoges Radio (UKW) gesendet:
| Frequenz [MHz] | Programm | RDS PS   | RDS PI | Regionalisierung | ERP [kW] | Antennendiagramm rund (ND)/gerichtet (D) | Polarisation horizontal (H)/vertikal (V) |
| -------------- | -------- | -------- | ------ | ---------------- | -------- | ---------------------------------------- | ---------------------------------------- |
| 97,6           | WDR 5    | WDR_5___ | D395   | –                | 1        | D (150°-190°)                            | H                                        |

## Verkehrsanbindung, Wandern und Sport
Auf die gipfelnahen Hochlagen des Kindelsbergs führt eine von Littfeld kommende schmale Privatstraße, die sich in diesem Kreuztaler Ortsteil an die Grubenstraße anschließt. Etwa 320 m nordöstlich des Gipfels liegt der Wandererparkplatz Kindelsberg, von dem aus ein steiler Weg zum Kindelsbergturm mit der Kindelsberg Raststätte führt. Der Berg ist durch Wald- und Wanderwege erschlossen. Seit 2007, zum 100-jährigen Turmbestehen, gibt es den 14,6 km langen Kindelsbergpfad mit 24 Informationsstationen, auf dem man die Gegend erkunden kann.
Am 8. September 2007 wurde der Kindelsberglauf, der Teil der Rothaar-Laufserie ist, zum 25. Mal vom TV Eichen ausgerichtet. Die Strecke führt von Eichen hinauf auf den Berg.